# Olympische Sommerspiele 1928/Teilnehmer (Rhodesien)
| Gelbes Symbol für Goldmedaillen mit stilisierten Olympischen Ringen | Graues Symbol für Silbermedaillen mit stilisierten Olympischen Ringen | Braundes Symbol für Bronzemedaillen mit stilisierten Olympischen Ringen |
| ------------------------------------------------------------------- | --------------------------------------------------------------------- | ----------------------------------------------------------------------- |
| —                                                                   | —                                                                     | —                                                                       |

Südrhodesien nahm an den Olympischen Sommerspielen 1928 in Amsterdam, Niederlande, mit einer Delegation von zwei Sportlern (allesamt Männer) teil.

## Teilnehmer nach Sportarten

### Boxen
- Cecil Bissett
Leichtgewicht: 5. Platz

- Len Hall
Weltergewicht: 9. Platz